# (69971) Tanzi
(69971) Tanzi est un astéroïde de la ceinture principale.

## Description
(69971) Tanzi est un astéroïde de la ceinture principale. Il fut découvert le 18 novembre 1998 à Sormano par Marco Cavagna. Il présente une orbite caractérisée par un demi-grand axe de 2,91 UA, une excentricité de 0,28 et une inclinaison de 11,2° par rapport à l'écliptique.

## Compléments